# Mecklenburg
Mecklenburg történeti terület Németország északkeleti részén, a Balti-tenger mellett, a mostani Mecklenburg-Elő-Pomeránia tartományban. Mecklenburg 1815 óta 15 721 km²-n terül el.

## Története
A későbbi Mecklenburg területén a 6. század óta  a szláv obodritok és vilcek éltek. 1160-ban Oroszlán Henrik szász herceg hódította meg. Az idetelepedett németek lassan teljesen elnémetesítették a lakosságot. A 13. században több fejedelemségre bomlott, amelyeket 1348-ban IV. Károly német-római császár hercegi rangra emelt.
IV. János, V. Albert (Albrecht) és a rostocki tanács 1419-ben alapítottak az első egyetemet a Baltikumban.
1500 óta Mecklenburg  az Alsó-szászországi körzethez tartozott. 1621-ben két hercegség alakult ki, Mecklenburg-Güstrow és Mecklenburg-Schwerin, aztán 1695-ben újraegyesült, és végül 1701-ben ismét kettészakadt Mecklenburg-Schwerinre és Mecklenburg-Strelitzre a hamburgi szerződés alapján. 
1815-ben, a bécsi kongresszus után,  nagyhercegségekké alakultak. 1867-ben a két nagyhercegség belépett az Északnémet Szövetségbe, majd 1871-ben a Német Császárság része lett. 1919-ben területén két szabadállam alakult: Freistaat Mecklenburg–Schwerin és Freistaat Mecklenburg–Strelitz. 1934. január 1-jétől egységes lett Mecklenburg tartománya (németül: Land Mecklenburg). 1949-ben az NDK része lett. 1952–1990 között Schwerin, Rostock és Neubrandenburg kerületek alakultak belőle Elő-Pomerániával együtt. A német egység megvalósulásával 1990. október 3-án újra létrejött Mecklenburg-Elő-Pomeránia tartomány.

## Mecklenburgi uralkodók

I. Frigyes Ferenc nagyherceg (1756–1837), 1817-ben

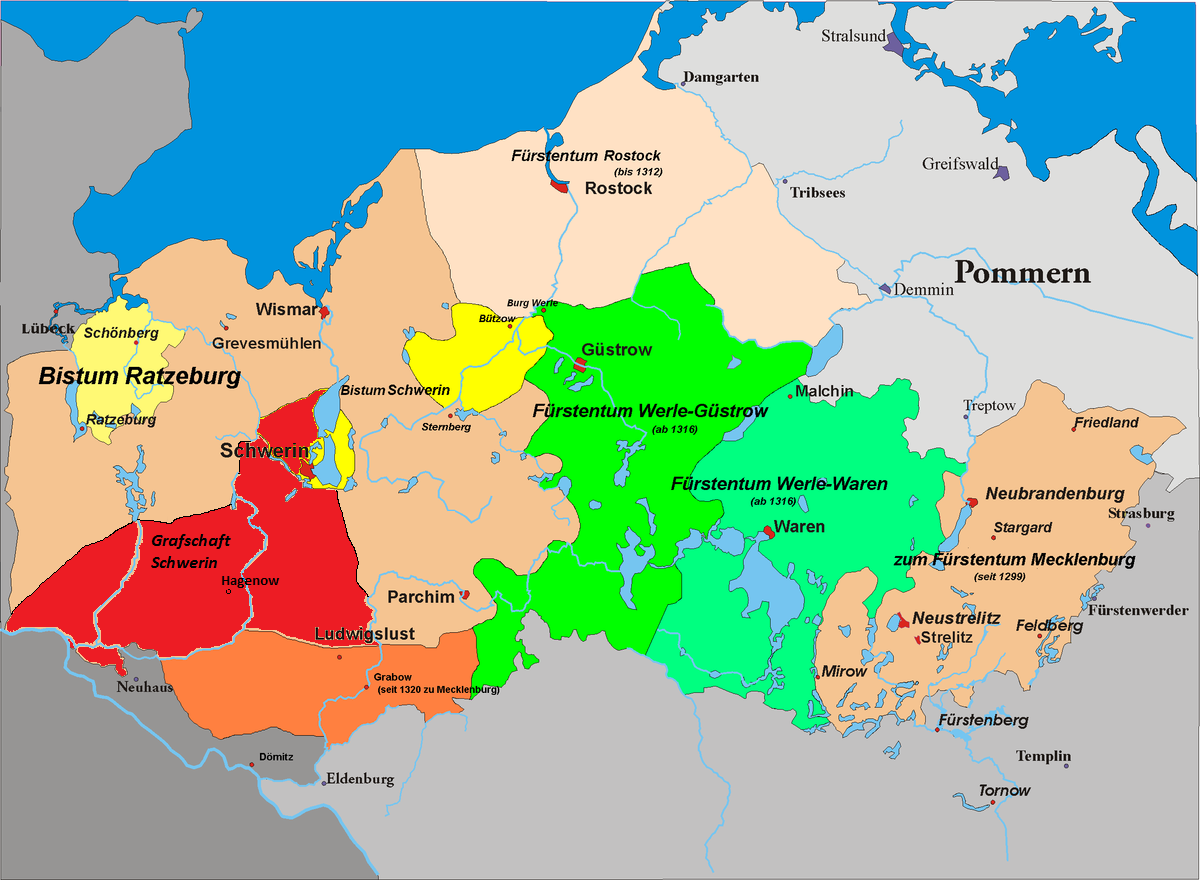
Mecklenburg 1300 körül